# Макаровка (Волгоградская область)
Макаровка (нем. Merkel) — село в Жирновском районе Волгоградской области, в составе Алёшниковского сельского поселения. Основано в 1766 году как немецкая колония Меркель
Население — 22 (2010)

## Название
Названо по фамилии первого старосты (форштегера). По указу от 26 февраля 1768 года о наименованиях немецких колоний получила официальное название Макаровка. Также было известно как Бекман.

## История
Основано 28 августа 1766 года. До 1917 года лютеранское село сначала Сосновского колонистского округа, а после 1871 года Сосновской волости (позже вошло в состав Олешинской волости) Камышинского уезда Саратовской губернии. Основатели — 30 семей, выходцы из Пфальца, Саксонии, Гамбурга и Швеции. В 1857 году земельный надел составлял 2440 десятин, в 1910 году 4008 десятин.
Село относилось к лютеранскому приходу Диттель; позже был образован самостоятельный приход Меркель. Деревянная церковь была построена в 1826 году. С момента основания действовала церковно-приходская немецкая школа. В 1894 году насчитывался 135 дворов, имелись деревянная церковь, церковно-приходская и товарищеская школы, жители занимались хлебопашеством и тканьем сарпинки. В первой половине двадцатого века часть жителей была занята на ткацкой фабрике «Фортшрит» (нем. Fortschritt), открытой в соседнем посёлке Подчинный в 1914 году.
Село пережило голод в Поволжье: в 1921 году родилось 51, умерло — 90 человек. В советский период село входило в состав сначала Медведицкого района Голо-Карамышского уезда Трудовой коммуны (Области) немцев Поволжья, с 1922 — Каменского, затем Голо-Карамышского (Бальцерского), с 1927 года Франкского кантона, с 1934 — вновь Бальцерского, и, наконец, с 1935 — снова Франкского кантона Республики немцев Поволжья; административный центр Меркелького сельского совета. В советский период существовала кооперативная лавка, начальная школа (1926); колхоз имени Розы Люксембург.
В 1927 году село Макаровка официально переименовано в село Меркель.
28 августа 1941 года был издан Указ Президиума ВС СССР о переселении немцев, проживающих в районах Поволжья. Немецкое население было депортировано. После ликвидации АССР немцев Поволжья село, как и другие населённые пункты Франкского кантона (переименован в Медведицкий район) упразднённой АССР немцев Поволжья, передано в состав Сталинградской области. Решением облисполкома от 31 марта 1944 года № 10 § 30 «О переименовании населённых пунктов Сталинградской области, носящих немецкие названия» село Меркель переименовано в село Макаровка.

## Физико-географическая характеристика
Село находится на востоке Жирновского района, у границы с Саратовской областью, в лесостепной зоне Приволжской возвышенности, являющейся частью Восточно-Европейской равнины, в верховьях реки Карамыш). В окрестностях села распространены чернозёмы. Высота центра населённого пункта — 200 метров над уровнем моря.
По автомобильным дорогам расстояние до административного центра сельского поселения села Алешники — около 10 км, до районного центра города Жирновск — около 50 км.
Часовой пояс
Макаровка, как и вся Волгоградская область, находится в часовой зоне МСК (московское время). Смещение применяемого времени относительно UTC составляет +3:00. Истинный полдень — 11:45:50 по местному времени

## Население
Динамика численности населения по годам:
| 1987 | 2002 |
| ---- | ---- |
| ≈70  | 40   |

| 1767  | 1773  | 1788  | 1798  | 1816  | 1834  | 1850  |
| ----- | ----- | ----- | ----- | ----- | ----- | ----- |
| 110   | ↗141  | ↗166  | ↗213  | ↗361  | ↗606  | ↗1010 |
| 1859  | 1885  | 1897  | 1904  | 1911  | 1920  | 1922  |
| ↗1236 | ↘1176 | ↗1208 | ↗2137 | ↗2469 | ↘1301 | ↘1212 |
| 1926  | 1931  | 2010  |       |       |       |       |
| ↗1437 | ↗1664 | ↘22   |       |       |       |       |